# Urugvajski pezo
Urugvajski pezo (špa. Peso uruguayo; ISO 4217: UYU) je naziv valute koja se koristi u Urugvaju. Dijeli se na 100 centésima, a označava se simbolom $. 
Novčanice i kovanice izdaje Središnja banka Urugvaja, i to: kovanice od 1, 2, 5 i 10 pesosa i novčanice od 20, 50, 100, 200, 500, 1000 i 2000 pesosa. Novčanice od 5 i 10 su povučene iz opticaja nakon uvođenja kovanica iste vrijednosti.
Današnje novčanice i kovanice u upotrebi su od 1999. kada je zbog inflacije urugvajski peso zamijenio dotadašnji novi peso (ISO 4217: UYN), u odnosu 1000:1.

## Vanjske poveznice
- (šp.) Središnja banka Urugvaja  Arhivirana inačica izvorne stranice od 6. rujna 2013. (Wayback Machine)

|  | Zajednički poslužitelj ima još gradiva o temi Urugvajski pezo |